# Revolta do Rife
A Revolta do Rife foi uma sublevação popular ocorrida em 1958/1959 na região do Rife, no norte de Marrocos, que foi sufocado com o bombardeio aéreo com napalm, fósforo branco e bombas de fragmentação levado a cabo pelo embrionário exército marroquino dirigido por oficiais franceses e à frente do qual se encontrava o então príncipe herdeiro Mulei Haçane (futuro Haçane II), acompanhado de Mohammed Ufqir. A repressão da revolta saldou-se em milhares de rifenhos mortos.
É usual apontar-se este evento como o primeiro episódio dos chamados "Anos de Chumbo".

## Antecedentes
Com a independência de Marrocos em 1956, os territórios dos antigos protetorados francês e espanhol foram reagrupados para formar o reino de Marrocos. Para os rifenhos, os habitantes do antigo protetorado espanhol, a incorporação na pátria comum implicou um grande choque cultural, económico e político. Nas montanhas nortenhas, o novo reino foi visto como um novo colonizador, desta vez na forma de políticos marroquinos em Rabat, representados sobretudo pelo Partido Istiqlal.
O descontentamento foi-se generalizando até desembocar nos acontecimentos dos finais de 1958 e início de 1959.

## A rebelião
Em agosto de 1958 aparecem em Tetuão vários cartazes dando vivas ao ditador espanhol Franco. Em Tânger, os cartazes subversivos atacam o rei Mohammed V e enaltecem a figura do presidente egípcio Nasser. Em Rabat o governo tenta acalmar os ânimos nomeando como chefe do exército marroquino do norte o herói da Guerra Civil Espanhola Mohammed ben Mizzian. As cabilas vão mais longe da mera manifestação de descontentamento e e reclamam abertamente a independência. Os Beni Urriaguel, Beni Snassen e Tensaman começam a armar-se.
Em Tizzi Ifri aparece uma bandeira espanhola. O governador paroveita para denunciar os rebeldes rifenhos como traidores a Marrocos. Mizzian e o ministro da defesa marroquino acorrem a encontrar-se com os rebeldes. As tribos exigem a desaparição do Istiqlal.
Abdelkhalek Torres, líder nacionalista rifenho, pronuncia um violento discurso na Rádio Tetuão, criticando o governo marroquino e considerando-o culpado pelo caos económico, do desemprego e da miséria do Rife. Vários residentes em Melilla são acusados pela imprensa marroquina de tráfico de armas. O governo espanhol teme que as praças espanholas de Ceuta e Melilla sejam afetadas pela revolta e adotam uma atitude de concórdia com as autoridades marroquinas.
Em outubro de 1958 ocorrem atos de sabotagem e o governo detém vários líderes rifenhos. Uma força guerrilheira de 25 000 homens reúne-se com o objetivo demarchar sobre Nador. Mizzian consegue convencê-los a não o fazer à última hora.
Em meados de dezembro de 1958, o Exército de Libertação do Rife consegue tomar todos os acessos a Al Hoceima, apenas autorizando a passagem a espanhóis. As condições apresentadas para deporem as armas era a demissão dos caïds (governadores) não rifenhos e a sua substituição por caïdes locais. Os estudantes declaram greve em protesto contra a implantação do baccalauréat (bacharelato) francês e contra a supressão do sistema de ensino espanhol.

## Repressão
Em janeiro de 1959, tropas marroquinas comandadas pelo príncipe Mulei Haçane desembarcam em Al Hoceima e Tânger com mais de 20 000 homens. Rapidamente ocupam estas cidades, Xexuão e Tetuão. Com a experiência da revolta de 1921, Ufqir e Haçane sabem que um avanço por terra seria um banho de sangue.
Entretanto, o governo marroquino protesta formalmente junto do governo espanhol pelo uso de armamento espanhol pelos guerrilheiros rifenhos, que se suspeita serem apoiados pelos antigos colonizadores. O herói da Guerra do Rife, Abd el-Krim, exorta os rifenhos desde o seu exílio no Cairo para que continuem a luta até conseguirem a liberdade do Rife.
Em fevereiro de 1959, a aviação real bombardeia indiscriminadamente os aduares (aldeias) e os lugares de refúgio do Exército de Libertação do Rife com bombas de fragmentação, napalm e fósforo branco, matando mais de 8 000 pessoas. As tropas marroquinas reocupam as montanhas do norte com o apoio da aviação. A revolta foi sufocada em poucas semanas.